# Caproni Ca.105
Il Caproni Ca.105 fu un monomotore multiruolo ad ala alta sviluppato dall'azienda aeronautica italiana Aeronautica Caproni nei tardi anni venti del XX secolo. Destinato sia al mercato dell'aviazione commerciale che a quello militare venne realizzato in un solo esemplare che, pur essendo stato acquisito dalla Regia Aeronautica, venne utilizzato con immatricolazione civile durante raid aerei con alterni risultati.

## Storia del progetto
Tra la fine del 1929 e l'inizio del 1930, l'ingegnere Giovanni Battista Caproni, a capo dell'azienda che portava il suo nome, decise di avviare lo sviluppo di un nuovo modello, identificato come Ca.105, da trasporto multiruolo adatto sia all'uso civile che a quello militare. Il progetto riguardava un velivolo monoplano monomotore ad elica traente realizzato in tecnica mista con cabina di pilotaggio chiusa a quattro posti, tre più il pilota. Il prototipo venne completato nel corso del 1930 e portato in volo per la prima volta nello stesso anno. Presentato alle autorità militari della Regia Aeronautica venne ritenuto idoneo a ricoprire il ruolo di ricognitore aereo o adatto ad operare nei climi delle colonie italiane. Caproni ottenne un contratto da parte del Ministero dell'aeronautica, il N°499 approvato con decreto N°363 del 28 gennaio 1931, che ne stabiliva l'acquisizione per un importo pari a £. 350 000. Rimarrà l'unico realizzato dall'azienda nei suoi stabilimenti di Taliedo.

## Tecnica
Il Ca.105 era un velivolo realizzato in tecnica mista che riproponeva un'impostazione classica per la tipologia di velivolo e per il ruolo che era destinato a ricoprire sia in ambito civile che militare, monomotore in configurazione traente, monoplano ad ala alta con cabina chiusa e carrello fisso.
La fusoliera, a sezione rettangolare e realizzata con una struttura in traliccio metallico saldato ricoperta da tela trattata, integrava la cabina di pilotaggio a quattro posti, i due anteriori dotati di doppi comandi e gli altri destinati ai passeggeri. Posteriormente terminava in un impennaggio classico monoderiva dai piani orizzontali controventati.
La configurazione alare era monoplana, con ala posizionata alta sulla fusoliera e collegata alla stessa tramite una coppia di aste di controvento per lato, aste che fungevano anche da supporto al carrello. La struttura era in legno ed anch'essa era ricoperta in tela trattata, caratterizzata dalla possibilità di essere ripiegata lungo la fusoliera per facilitare le operazioni di hangaraggio.
Il carrello d'atterraggio era un biciclo fisso a ruote indipendenti, con la struttura composta da un elemento verticale ammortizzato collegato alle aste di controvento ed ancorata inferiormente alla fusoliera tramite montanti a V, integrato posteriormente da un pattino d'appoggio posizionato sotto la coda.
La propulsione era affidata ad un motore Alfa Romeo Lynx, il Bristol Lynx prodotto su licenza dall'Alfa Romeo di Milano, un radiale a 7 cilindri posti su un'unica stella raffreddato ad aria in grado di esprimere una potenza pari a 200 CV (147 kW), posizionato all'apice anteriore della fusoliera senza alcuna cappottatura ed abbinato ad un'elica in legno a passo fisso.

## Impiego operativo
Pur di proprietà della Regia Aeronautica, il velivolo venne dotato di immatricolazione civile I-ABCE in previsione del raid che doveva congiungere Roma con Città del Capo, in Sudafrica. Ai comandi della coppia di piloti Francis Lombardi e Leonida Robbiano, il velivolo decollò dall'aeroporto dell'Urbe nel dicembre 1931 in direzione sud, ma il lungo viaggio venne interrotto a Tabora a causa di un inconveniente meccanico che costrinse l'equipaggio a rientrare in patria.
In data 12 dicembre 1932 il velivolo venne reimmatricolato I-FOCO dal Ministero dell'aeronautica e destinato a ricordare i caduti della I trasvolata atlantica con un volo commemorativo Roma-Bolama (Guinea portoghese) in occasione del secondo anniversario il 17 dicembre seguente. In quell'occasione l'equipaggio era formato da Leonida Robbiano e dal giornalista Mario Massai.
Il Ca.105 rimase in organico alla Regia Aeronautica fino al 14 ottobre 1934, data in cui rimase coinvolto in un incidente che ne pregiudicò la riparazione. Dichiarato fuori uso venne avviato alla demolizione.

## Utilizzatori
Italia
- Regia Aeronautica

Preso in carico nel 1931 ed utilizzato fino al 1934.